# Championnats d'Europe de lutte
 (signalé en juillet 2025).
Si vous disposez d'ouvrages ou d'articles de référence ou si vous connaissez des sites web de qualité traitant du thème abordé ici, merci de compléter l'article en donnant les références utiles à sa vérifiabilité et en les liant à la section « Notes et références ».
- Archive Wikiwix
- Bing
- Cairn
- DuckDuckGo
- E. Universalis
- Gallica
- Google
- G. Books
- G. News
- G. Scholar
- Persée
- Qwant
- (zh) Baidu
- (ru) Yandex
- (wd) trouver des œuvres sur Wikidata

Les Championnats d'Europe de lutte sont une compétition de lutte opposant les lutteurs du continent européen. Elle comprend depuis sa création en 1911 une compétition de lutte gréco-romaine à laquelle s'est ajoutée en 1929 une compétition de lutte libre masculine puis féminine dès l'édition de 1988. Ces championnats se déroulent actuellement tous les ans.